# أولاد الحادين (حميان سبع رواضي)
أولاد الحادين هو دُوَّار يقع بجماعة سبع رواضي، إقليم مولاي يعقوب، جهة فاس مكناس في المملكة المغربية. ينتمي الدوّار لمشيخة حميان سبع رواضي التي تضم 18 دوار. يقدر عدد سكانه بـ 65 نسمة حسب الإحصاء الرسمي للسكان والسكنى لسنة 2004.

## روابط خارجية
- البوابة الوطنية للجماعات الترابية
- المندوبية السامية للتخطيط